# Mochau (Sachsen)
Mochau este o comună din landul Saxonia, Germania.
1. ↑  GeoNames